# Ferenc
Ferenc je moško osebno ime in tudi priimek.

## Izvor imena
Ime Ferenc je madžarska različica imena Franc oz. Frančišek.

## Različice imena
Feri

## Pogostost imena
Po podatkih Statističnega urada Republike Slovenije je bilo na dan 31. decembra 2007 v Sloveniji število moških oseb z imenom Ferenc: 48.

## Osebni praznik
V koledarju je ime Ferenc skupaj z imenom Frančišek  

## Znani nosilci imena
- Feri Lainšček
- Ferenc Šbül
- Ferenc Novak
- Ferenc Ivanoci
- Ferenc Celec
- Ferenc Grah
- Ferenc Kerec
- Ferenc Marič
- Ferenc Ošlaj